# Classe Muna
Le unità appartenenti alla classe Muna (progetto 1823-1824 secondo la classificazione russa) sono piccole navi progettate per il trasporto di munizioni.
La classificazione della Marina Russa è Voyennyy Transport (VTR: trasporto militare).

## Il servizio
Queste navi hanno dimensioni modeste, ed un dislocamento che non raggiunge le 700 tonnellate. Si tratta di unità costiere, progettate per permettere il trasporto marittimo di munizioni, missili e siluri.
Tutte le unità della classe sono state costruite in Ucraina tra il 1970 ed il 1976.
Oggi, di 21 unità costruite, ne rimangono in servizio appena sei.
Flotta del Pacifico: 31ª ed 84ª Brigata Navale di Supporto
- BTP 85
- BTP 87
- BTP 89
- BTP 90
- BTP 91

Flotta del Mar Nero: 23ª Brigata Navale di Supporto
- BTP 94

In Ucraina è operativa la Pereyaslav (ex VTR 94), trasferita dalla Flotta del Mar Nero nel 1997.